# Север штата Минас-Жерайс (мезорегион)

Север штата Минас-Жерайс на карте.

Север штата Минас-Жерайс (порт. Mesorregião do Norte de Minas) — административно-статистический мезорегион в Бразилии, входит в штат Минас-Жерайс. Население составляет 1 610 413 человек (на 2010 год). Площадь — 128 389,989 км². Плотность населения — 12,54 чел./км².

## Демография
Согласно сведениям, собранным в ходе переписи 2010 г. Национальным институтом географии и статистики (IBGE), население мезорегиона составляет:
| Полное население                            | Полное население                            | Полное население                            | Полное население                            | 1 610 413 |
| ------------------------------------------- | ------------------------------------------- | ------------------------------------------- | ------------------------------------------- | --------- |
| в том числе:                                | Городское население                         | 1 118 294                                   | Процент городского населения, %             | 69,44     |
|                                             | Сельское население                          | 492 119                                     | Процент сельского населения, %              | 30,56     |
|                                             | Мужское население                           | 804 494                                     | Процент мужского населения, %               | 49,96     |
|                                             | Женское население                           | 805 919                                     | Процент женского населения, %               | 50,04     |
| Плотность населения, чел/км²                | Плотность населения, чел/км²                | Плотность населения, чел/км²                | Плотность населения, чел/км²                | 12,54     |
| Население мезорегиона в % к населению штата | Население мезорегиона в % к населению штата | Население мезорегиона в % к населению штата | Население мезорегиона в % к населению штата | 8,22      |

## Статистика
- Валовой внутренний продукт на 2003 год составляет 5 666 984 737,00 реалов (данные: Бразильский институт географии и статистики).
- Валовой внутренний продукт на душу населения на 2003 год составляет 3.676,13 реалов (данные: Бразильский институт географии и статистики).
- Индекс развития человеческого потенциала на 2000 год составляет 0,691 (данные: Программа развития ООН).

## Состав мезорегиона
В мезорегион входят следующие микрорегионы:
1. Бокаюва
2. Гран-Могол
3. Жанауба
4. Жануария
5. Монтис-Кларус
6. Пирапора
7. Салинас